# Bruno Coutinho
Bruno Coutinho Martins (n. 21 iunie 1986, Porto Alegre), cunoscut ca Bruno, este un fotbalist brazilian, care evoluează pe postul de mijlocaș ofensiv la clubul din J. League Division 2, Tokyo Verdy.

## Palmares
Jagiellonia Białystok
- Cupa Poloniei: 2010